# شمس العشية
شمس العشية أو شمس العشي هي قطعة من النوبة الأندلسية تعتبر من أشهر الأغاني التي تتردد معايدة واحتفالا في المغرب.

## تكوين
الموسيقي والباحث في التراث الموسيقي المغربي عبد السلام الخلوفي قال إنها صنعة من ميزان قدام الماية أي نوبة الماية  هي قطعة زجلية غير فصيحة وانتشرت في المغرب إلا أنها مجهولة النسبة.

## أداء
أدتها الأجواق الكبرى مثل جوق الإذاعة الوطنية برئاسة أحمد الوكيلي وجوق البريهي برئاسة عبد الكريم الرايس وجوق المعهد الموسيقي بمدينة تطوان برئاسة محمد العربي التمسماني. والقطعة أداها كذلك منشدون كثيرون وأشهرهم محمد باجدوب. أعادت الفنانة الشابة نبيلة معن توزيعها واشتهرت بأدائها أيضا.

## محتويات
تتحدث القصيدة عن أفول الشمس وغروبها، والأفول هنا لا يقتصر على المعنى الحرفي إنما قد يكون استعارة لرحيل صديق أو حبيب.
تثبت القصيدة العلاقات التجارية القائمة بين المغرب وجمهورية البندقية قديما فتذكر في القصيدة «الأواني البندقية» التي كانت تستورد من البندقية المشهورة بمنتجاتها من الزجاج البندقي.